# Sarıkamış
Sarıkamış là một huyện thuộc tỉnh Kars, Thổ Nhĩ Kỳ. Huyện có diện tích 1971 km² và dân số thời điểm năm 2007 là 51591 người, mật độ 26 người/km².